# Баштуш Лопиш, Антониу
Антониу Жозе Баштуш Лопиш (порт. António José Bastos Lopes; род. 19 ноября 1953, Лиссабон) — португальский футболист, защитник.

## Карьера

### Клубная карьера
Во взрослом футболе дебютировал в 1972 году в клубе «Бенфика». После ухода из команды основного защитника Умберту Коэлью, который не пропускал Антониу на позицию, он начал появляться на поле ещё чаще.
В составе клуба Баштуш Лопиш семь раз становился чемпионом Португалии. Он также участвовал в обоих матчах финала Кубка УЕФА 1982/83.
Завершил карьеру футболиста в 1987 году в возрасте почти 34 лет, приняв участие в 274 матчах и забив три гола.

### Карьера в сборной
9 мая 1979 года дебютировал в официальных матчах в составе национальной сборной Португалии в матче против Норвегии. Баштуш Лопиш был в составе сборной на чемпионате Европы 1984 года, но на поле ни разу не выходил.
Всего в составе сборной принял участие в десяти матчах, забив 3 гола.

## Личная жизнь
Младший брат Антониу, Алберту, также был футболистом и выступал за «Бенфику» на позиции защитника.

## Достижения
«Бенфика»
- Чемпион Португалии: 1972/73, 1974/75, 1975/76, 1976/77, 1980/81, 1982/83, 1983/84